# Dell Publishing
 (août 2025).
Si vous disposez d'ouvrages ou d'articles de référence ou si vous connaissez des sites web de qualité traitant du thème abordé ici, merci de compléter l'article en donnant les références utiles à sa vérifiabilité et en les liant à la section « Notes et références ».
Dell Publishing est une maison d'édition américaine fondée en 1921 par George T. Delacorte. Sa branche Dell Magazines existe toujours aujourd'hui à travers la société Bantam Books. Pionnier du comic book, Dell Comics fut un important éditeur de bande dessinée de 1936 à 1973.